# Hevea
Hevea är namnet på ett tropiskt sydamerikanskt släkte av familjen törelväxter med omkring 20 arter, av höga mjölksaftsrika träd med 3-fingrade blad, små obetydliga blommor och stora, 3-rummiga kapselfrukter.
Mest känt är Hevea brasiliensis, parakautschukträder, som är 20 meter högt och vildväxande utmed Amasonfloden. Även andra arter, som Hevea discolor, Hevea benthamiana samt Hevea guyanensis lämnar en användbar kautschukmassa. Fröna av Hevea brasiliensis innehåller omkring 42% som liknar och även används som bom- eller linolja.